# Canne
Canne (Cannae in latino, Κάνναι in greco antico e bizantino), oggi nota come Canne della Battaglia, era un'antica città dell'Apulia che sorgeva nei pressi di Barletta a 54 m s.l.m. sopra un'altura posizionata sulla riva destra dell'Ofanto, a 9 km dal mare.
Nota per l'omonima battaglia combattuta nel corso della  seconda guerra punica, conserva resti archeologici di grande interesse, alcuni custoditi nel museo presente in loco. Nei dintorni sono stati inoltre ritrovati i resti di un villaggio apulo (tra cui un menhir) e di una necropoli. Con il nome della località è anche identificata l'omonima coppia di aree di servizio Sarni sull'autostrada A14, distanti in linea d'aria 7 km.
L'area archeologica si raggiunge dalla strada provinciale 142.

## Storia

### Età preistorica

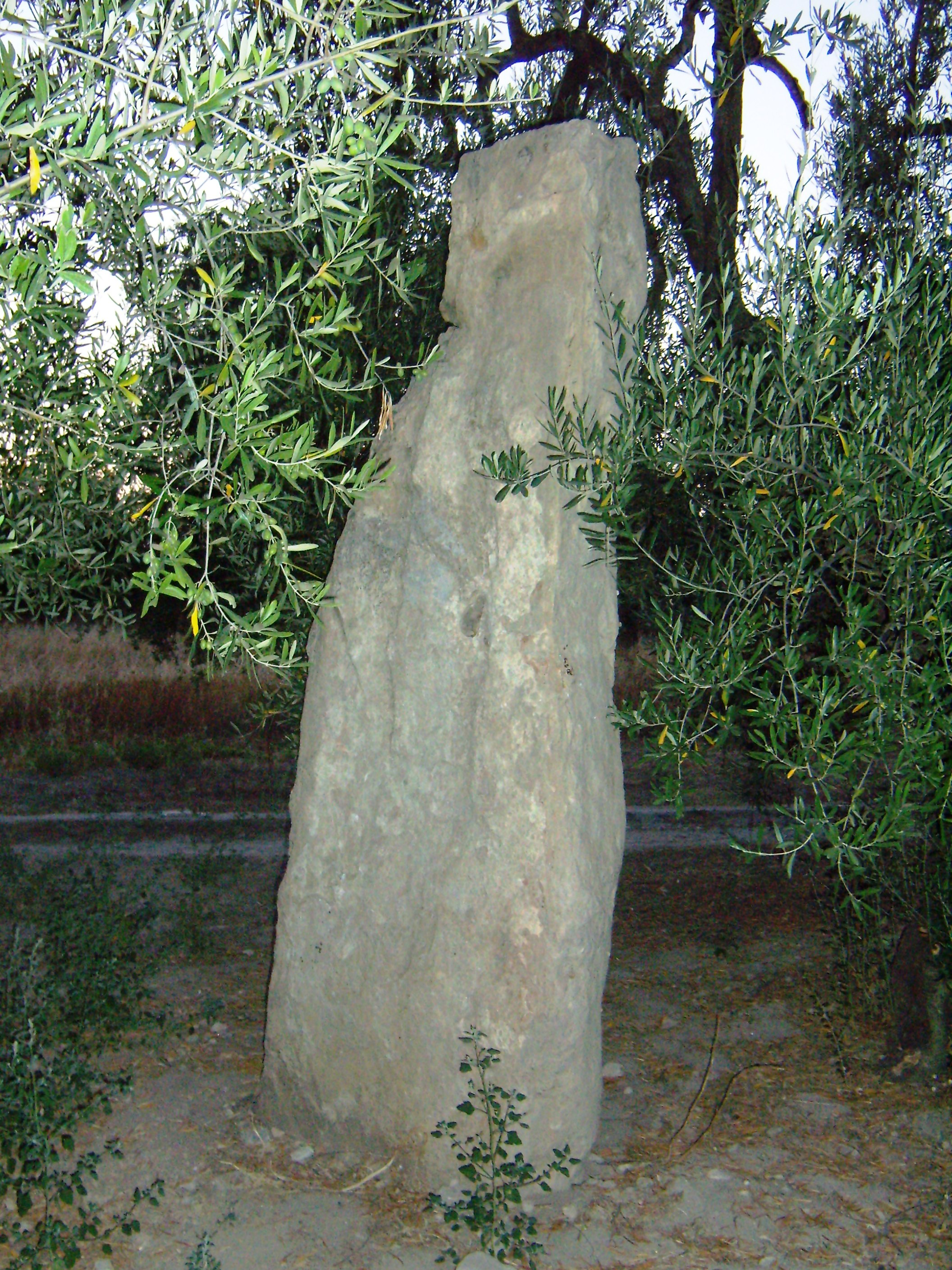
Menhir di Canne.

Le prime testimonianze su Canne risalirebbero alla fine dell'età della pietra. A supportare questa tesi vi sono dei reperti, rinvenuti nei pressi dell'antica città, ossia grotte neolitiche, ceramiche e statue, mura megalitiche e un menhir,scoperto nel 1938 durante uno scavo archeologico. I suoi spigoli risultano perfettamente orientati verso est. Il particolare allineamento della pietra megalitica ha fatto sorgere diverse considerazioni sulla sua origine, tra cui l'importanza ricoperta nell'antichità dalle religioni solari, il transito di Diomede, che avrebbe utilizzato enormi massi come il menhir come linea di confine rispetto all'area dauna e infine un monumento funebre.
Tra il 5000 a.C. e il 4000 a.C. il territorio cannese sembra abbia goduto di un'elevata densità demografica, alimentata dalla vicinanza del fiume Ofanto che permetteva la pesca, la caccia e la coltivazione di numerose specie vegetative. La consistente presenza abitativa è testimoniata dalle notevoli quantità di reperti ceramici, per lo più impressi, rinvenuti nell'area subofantina. I primi uomini giunti in quest'area avrebbero utilizzato come personale abitazione ripari naturali, per lo più grotte e ambienti scavati nella roccia, ritrovati in tutta la valle dell'Ofanto e presso la collina di San Mercurio nelle vicinanze della cittadella di Canne.
Non molto lontano dalla collina cannese vi è la contrada di San Lazzaro, un ulteriore rilievo nei pressi dell'antico pons Cannarum, che divideva Canne dal territorio di Barletta.

### Età protostorica

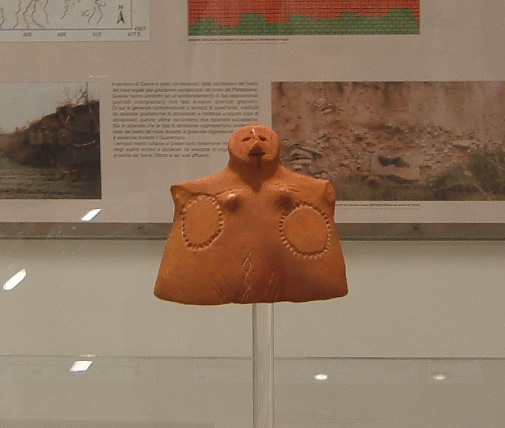
Statuetta femminile in argilla ispirata alla Dea Madre neolitica, Antiquarium di Canne

È stata riscontrata presenza abitativa anche in seguito, tra l'età del bronzo e quella del ferro, in particolar modo nell'area di Canne Fontanella e della collina di San Mercurio, testimoniata da fosse per la sepoltura e fondazioni di capanne. Gli scavi condotti da Michele Gervasio hanno posto in evidenza elementi in ceramica e in argilla. Insediamenti risalenti all'età del bronzo sono stati rinvenuti lungo la riva settentrionale dell'Ofanto, tra i quali si ricordano Pozzo di Canne, Canne Fontanella e Madonna del Petto oltre alla stessa Canne. Il villaggio di Canne Fontanella doveva essere particolarmente consistente dal punto di vista abitativo. Sono stati infatti rinvenuti, oltre a veri e propri contesti capannicoli anche scavi di silos per la conservazione degli alimenti, elementi murari continui, probabilmente residui di antichi recinti o fondazioni di primitive case in pietra.

### Età romana

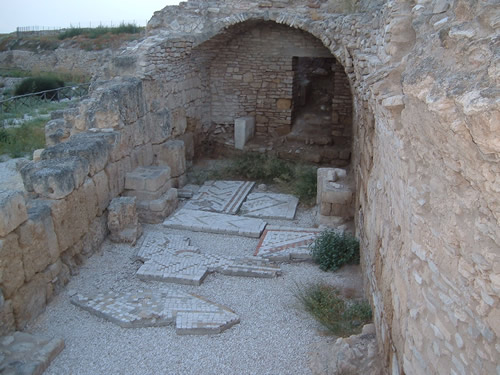
Resti di Canne della Battaglia

Come molte città pugliesi, Canne nacque fra il VI-IV secolo a.C. come semplice villaggio, figlio di insediamenti preistorici risalenti all'età del Ferro, diventando in epoca romana vicus ed emporio fluviale della città di Canosa.
Qui il 2 agosto del 216 a.C., forse nella località ancor oggi denominata campo di sangue, si svolse la famosa battaglia di Canne, dove i romani subirono una grave sconfitta ad opera dei Cartaginesi comandati da Annibale.

### Età medioevale
Con la caduta dell'Impero romano d'Occidente, anche Canne subì la devastazione barbarica e nel 547 durante la guerra gotica fu distrutta dalle truppe ostrogote di Totila. Dopo una lenta ripresa la città di Canne rinacque e continuò a vivere all'ombra di Canosa fino alla distruzione di quest'ultima nell'872 ad opera dei Saraceni, acquistando così nuova importanza anche con l'istituzione di una diocesi, sulla cui cattedra, nel 1100, sedette il vescovo san Ruggero (patrono di Barletta).
Per la sua posizione strategica Canne fu il luogo di altre battaglie, fra cui quella avvenuta il 1º ottobre 1018 fra i normanni guidati da Gilberto Drengot e assoldati da Melo di Bari, capo degli insorti pugliesi, e i bizantini, guidati dal catapano Basilio Boioannes, che ne uscirono vittoriosi.
Sotto la dominazione bizantina, Canne conobbe il suo periodo di maggiore fioritura fino al 1083, quando, passata sotto il possesso dei Normanni, fu distrutta da Roberto il Guiscardo per vendicarsi della rivolta guidata dal nipote, il barone Ermanno.
Ormai in ginocchio, Canne non riuscì più a risollevarsi. Il lento ma inesorabile esodo dei suoi cittadini portò la maggior parte di questi ad emigrare nella vicina Barletta. Perciò, nel 1303, il suo territorio fu annesso da Carlo II d'Angiò prima a quello della vicina Canosa di Puglia e poi a quello di Barletta. I cannesi, insediatisi a Barletta, occuparono l'antico borgo di San Giacomo extra mœnia con la sua omonima chiesa risalente all'XI secolo. Nel 1456 persino il titolo episcopale cannese fu unito a quello dei vescovi di Nazareth residenti a Barletta, dando così fine anche alla vita religiosa dell'insediamento.

## Monumenti e luoghi d'interesse
- Cittadella di Canne della Battaglia: presenta le rovine della antica città medievale di Canne.
- Antiquarium di Canne della Battaglia: inaugurato nella primavera del 1958 dall'allora ministro della Pubblica Istruzione Aldo Moro, il museo documenta gli insediamenti umani nel territorio di epoca preistorica, classica, apulo-greca e medievale (ornamenti in bronzo e ambre, corredi tombali, ceramiche, antefisse, iscrizioni, monete di epoca bizantina). Presenta inoltre una ricca collezione di vasi dauno-peucezi dipinti a disegni geometrici risalenti al IV-III secolo a.C., provenienti dai sepolcreti di Canne.
- Complesso termale di San Mercurio: tra il 2002 e il 2005 sono state condotte indagini archeologiche nell'area del complesso termale di San Mercurio, che hanno messo in luce una cisterna con il relativo impianto idrico. Nell'estate del 2008 l'Amministrazione comunale, d'intesa con l'Archeoclub, la Soprintendenza per i Beni Archeologici della Puglia e la Direzione dell'Antiquarium di Canne della Battaglia, ha promosso un campo di ricerca didattico di scavo archeologico, al fine di recuperare e valorizzare il territorio cannese e in particolar modo il complesso termale.[7]
- Masseria Canne e Fontana di San Ruggero: ormai ridotta a un rudere, la masseria rappresenta una delle numerose vecchie costruzioni rurali del territorio. Nelle vicinanze della masseria stessa si trova la Fontana di San Ruggero (XII secolo), testimonianza della vita pastorizia e contadina del medioevo, abbellita da un portale d'ingresso del XVII secolo.

- Località Paolo Stimolo: Nei pressi del sito archeologico si trova la località "Paolo Stimolo", attuale nome del luogo dove Annibale avrebbe elevato il "Paulus Tumulus", ovvero l'originaria tomba del console Lucio Emilio Paolo, morto nella famosa battaglia contro i Cartaginesi. Infatti, nel 1738 fra le macerie di un pozzo abbandonato furono trovati alcuni pezzi di pietra su cui erano incise queste parole: